# Спортивная гимнастика на летних Олимпийских играх 2000 — вольные упражнения (мужчины)
Соревнования по вольным упражнениям среди мужчин в спортивной гимнастике на Летних Олимпийских играх 2000 года состоялись 17 и 24 сентября в спорткомплексе «Сидней СуперДом». Впервые в истории чемпионом стал представитель Латвии Игорь Вихров. Второе место занял титулованный российский гимнаст Алексей Немов, третьим стал болгарский ветеран соревнований Йордан Йовчев.

## Результаты

### Квалификация
В квалификационном раунде 17 сентября участвовали 76 гимнастов, из которых восемь лучших пробились в финал 24 сентября. Каждая страна выдвигала не более двух гимнастов в финале.

### Финал
| Место | Гимнаст                   | Результат |
| ----- | ------------------------- | --------- |
|       | Игорь Вихров Латвия       | 9.812     |
|       | Алексей Немов Россия      | 9.800     |
|       | Йордан Йовчев Болгария    | 9.787     |
| 4     | Ян Вэй Китай              | 9.750     |
| 5     | Ли Сяопэн Китай           | 9.737     |
| 6     | Марьян Дрэгулеску Румыния | 9.712     |
| 7     | Морган Хэмм США           | 9.262     |
| 8     | Евгений Подгорный Россия  | 8.550     |